# Frédéric Dufour
Frédéric Dufour (* 2. Februar 1976 in Lyon, Frankreich) ist ein ehemaliger französischer Leichtgewichts-Ruderer.

## Karriere
In jungen Jahren startete Dufour einmal bei den Weltmeisterschaften der Junioren in der offenen Gewichtsklasse, er gewann die Goldmedaille im Doppelzweier. Nach dem Aufstieg in die Seniorenklasse ruderte er beim Nations Cup, den damaligen inoffiziellen Weltmeisterschaften der U23-Altersklasse, auf den vierten Platz im Jahr 1995 und auf den Silberrang im Jahr 1996 im Einer der Leichtgewichte. Im Olympiajahr durfte er außerdem bei den Weltmeisterschaften der nicht-olympischen Bootsklassen im Leichtgewichts-Doppelvierer der offenen Altersklasse starten, wo er die Bronzemedaille gewann.
Beim damals neuen Ruder-Weltcup startete Dufour im Jahr 1997 erstmals und schaffte damit den endgültigen Sprung in die Erwachsenenklasse. Die Weltmeisterschaften des gleichen Jahres auf dem französischen Lac d’Aiguebelette beendete er im olympischen Leichtgewichts-Doppelzweier auf den neunten Rang. Nach einem 10. Platz im folgenden Jahr bei den Weltmeisterschaften in Köln legte er zunächst eine zweijährige Pause vom internationalen Rudersport ein.
Der Olympiazyklus von Athen verlief für Dufour wechselhaft. Nachdem er im Einer bei den Weltcups gestartet war und bei den Weltmeisterschaften 2001 Platz 6 belegt hatte, konnte er sich 2002 nicht für diese Bootsklasse qualifizieren. Er ging stattdessen mit Fabien Tilliet in der Riemenbootsklasse Zweier ohne Steuermann der Leichtgewichte in den Wettbewerb bei der WM in Sevilla und belegte den 12. Rang. Ab 2003 kam er aber wieder für den olympischen leichten Doppelzweier im Skullbereich infrage und ruderte im Vorfeld der Olympischen Sommerspiele von Athen auf den vierten Platz der WM 2003 mit Fabrice Moreau. In Athen startete Dufour dann mit Pascal Touron bei den Olympischen Sommerspielen 2004. Mit dem Gewinn der Silbermedaille hinter den Polen Tomasz Kucharski und Robert Sycz gelang ihm in dieser Kombination der größte Erfolg seiner Karriere.
Nach den Spielen blieb Dufours Form zunächst stark, bei den Weltmeisterschaften 2005 in Japan erreichte er mit Arnaud Pornin das Finale und belegte Platz 5. Ein Jahr später gelang mit seinem Partner von 2003, Fabrice Moreau, sogar der Gewinn der Bronzemedaille im leichten Doppelzweier. Im vorolympischen Jahr 2007 bei den Weltmeisterschaften in München rutschte das Duo dann allerdings auf Platz 10 ab. Mit neuem Partner Maxime Goisset startete Dufour stark in die olympische Saison 2008, indem er zwei Podestplatzierungen beim Ruder-Weltcup erreichte. Auf der Regattastrecke im Olympischen Ruder- und Kanupark Shunyi reichte es für das französische Duo dann aber nur für den 11. Gesamtrang bei den Olympischen Sommerspielen von Peking. In der gleichen Saison belegten die beiden außerdem noch den vierten Platz bei den Europameisterschaften in Athen.
Dufour blieb nach den Spielen von Peking dem Spitzensport treu und startete in der Saison 2009 mit dem Nachwuchsruderer Jérémie Azou im leichten Doppelzweier. Mit dem Gewinn der Silbermedaille bei den Ruder-Weltmeisterschaften 2009 erreichte er damit seine beste Platzierung bei Weltmeisterschaften. Bei den Europameisterschaften des gleichen Jahres startete er im Einer der offenen Gewichtsklasse und belegte Platz 5 im Finale. Zur WM 2010 rutschte Dufour aus dem olympischen leichten Doppelzweier heraus, konnte dann aber eine weitere WM-Silbermedaille im leichten Doppelvierer gewinnen. Danach konnte er sich zwar noch einmal mit einem 7. Platz bei den Weltmeisterschaften 2011 platzieren, jedoch dann in der olympischen Saison nicht für die Olympischen Sommerspiele von London qualifizieren.
Im Alter von 36 Jahren beendete er im Jahr 2012 seine aktive Karriere, nachdem er zweimal bei den Olympischen Spielen und zwölfmal an Ruder-Weltmeisterschaften teilgenommen hat.
Dufour startete für den Verein Aviron Union Nautique de Villefranche in seiner Heimatstadt Villefranche-sur-Saône, dem er im Jahr 1985 beigetreten ist. Bei einer Körperhöhe von 1,78 m betrug sein Wettkampfgewicht rund 70 kg.